# Riccardo Pittis
Riccardo Pittis (Milán, 18 de diciembre de 1968) es un exjugador de baloncesto italiano. Con 2.03 metros de estatura, jugaba en el puesto de alero.

## Trayectoria
Fue uno de los jugadores más importantes del baloncesto transalpino en el período que va desde mediados los 80 hasta principios de los 00 . Perteneció a la disciplina del Olimpia Milano durante 9 años y del Pallacanestro Treviso durante 11 temporadas. Se retiró de la competición al final de la temporada 2003-04, a los 35, después de 20 temporadas de la serie A en las que disputó un total de 708 encuentros, anotando 6.637 puntos en 18.455 minutos jugados. 
Una vez retirado de la práctica activa del baloncesto, desde la temporada 2005-06 fue un comentarista de televisión para el cielo Deportes y desde marzo de 2010 es también director de la selección italiana.

## Equipos
- Olimpia Milano (1984-1993)
- Pallacanestro Treviso (1993-2004)

## Palmarés

### Clubes
- A1 italiana:

Olimpia Milano: 1985, 1986, 1987, 1989.
Pallacanestro Treviso: 1997, 2002, 2003.
- Copa de Italia:

Olimpia Milano: 1986, 1987.
Pallacanestro Treviso: 1994, 1995, 2000, 2003, 2004.
- Supercopa de Italia:

Pallacanestro Treviso: 1997, 2001, 2002.
- Euroliga:

Olimpia Milano: 1987, 1988.
- Copa Korac:

Olimpia Milano: 1985.
Pallacanestro Treviso: 1993.
- Copa Saporta:

Pallacanestro Treviso: 1995, 1999.
- Copa Intercontinental:

Olimpia Milano: 1987.